# Fabiola Zuluaga
Fabiola Zuluaga (née le 7 janvier 1979 à Cúcuta) est une joueuse de tennis colombienne, professionnelle de 1994 à 2005.
En 2004, elle a joué les demi-finales de l'Open d'Australie (défaite face à Justine Henin-Hardenne), sa meilleure performance en simple dans une épreuve du Grand Chelem.
Fabiola Zuluaga a remporté cinq titres WTA en simple pendant sa carrière, dont quatre dans son pays à l'occasion du tournoi de Bogota (1999, 2002, 2003 et 2004).

## Palmarès

### Titres en simple dames
| No | Date       | Nom et lieu du tournoi  | Catégorie | Dotation  | Surface      | Finaliste             | Score         |          |
| -- | ---------- | ----------------------- | --------- | --------- | ------------ | --------------------- | ------------- | -------- |
| 1  | 15-02-1999 | Copa Colsanitas, Bogota | Tier IVa  | 142 500 $ | Terre (ext.) | Christína Papadáki    | 6-1, 6-3      | Parcours |
| 2  | 04-10-1999 | Brazil Open, São Paulo  | Tier IVa  | 142 500 $ | Terre (ext.) | Patricia Wartusch     | 7-5, 4-6, 7-5 | Parcours |
| 3  | 18-02-2002 | Copa Colsanitas, Bogota | Tier III  | 170 000 $ | Terre (ext.) | Katarina Srebotnik    | 6-1, 6-4      | Parcours |
| 4  | 17-02-2003 | Copa Colsanitas, Bogota | Tier III  | 170 000 $ | Terre (ext.) | Anabel Medina         | 6-3, 6-2      | Parcours |
| 5  | 23-02-2004 | Copa Colsanitas, Bogota | Tier III  | 170 000 $ | Terre (ext.) | María Antonia Sánchez | 3-6, 6-4, 6-2 | Parcours |

### Finale en simple dames
| No | Date       | Nom et lieu du tournoi                 | Catégorie | Dotation  | Surface      | Vainqueure       | Score         |          |
| -- | ---------- | -------------------------------------- | --------- | --------- | ------------ | ---------------- | ------------- | -------- |
| 1  | 22-05-2000 | Open de España Villa de Madrid, Madrid | Tier III  | 170 000 $ | Terre (ext.) | Gala León García | 4-6, 6-2, 6-2 | Parcours |

### Titre en double dames
Aucun

### Finale en double dames
| No | Date       | Nom et lieu du tournoi | Catégorie | Dotation  | Surface         | Vainqueures                   | Partenaire           | Score         |          |
| -- | ---------- | ---------------------- | --------- | --------- | --------------- | ----------------------------- | -------------------- | ------------- | -------- |
| 1  | 16-09-2002 | Challenge Bell Québec  | Tier III  | 170 000 $ | Moquette (int.) | Samantha Reeves Jessica Steck | María Emilia Salerni | 4-6, 6-3, 7-5 | Parcours |

## Parcours en Grand Chelem

### En simple dames
| Année | Open d'Australie | Open d'Australie    | Internationaux de France                         | Internationaux de France                                | Wimbledon       | Wimbledon       | US Open        | US Open           |
| ----- | ---------------- | ------------------- | ------------------------------------------------ | ------------------------------------------------------- | --------------- | --------------- | -------------- | ----------------- |
| 1997  | -                | -                   | Q3 \|\| style="text-align:left" \| Park Sung-hee | Q1 \|\| style="text-align:left" \| Karen Cross          | -               | -               |                |                   |
| 1998  | -                | -                   | Q2 \|\| style="text-align:left" \| Cara Black    | Q1 \|\| style="text-align:left" \| Svetlana Krivencheva | 2e tour (1/32)  | Arantxa Sánchez |                |                   |
| 1999  | -                | -                   | 3e tour (1/16)                                   | Lindsay Davenport                                       | 1er tour (1/64) | Mary Pierce     | 2e tour (1/32) | Elena Dementieva  |
| 2000  | 2e tour (1/32)   | Julie Halard        | 3e tour (1/16)                                   | Natasha Zvereva                                         | -               | -               | -              | -                 |
| 2002  | -                | -                   | 1er tour (1/64)                                  | Elena Likhovtseva                                       | -               | -               | 2e tour (1/32) | Tatiana Panova    |
| 2003  | 1er tour (1/64)  | Daniela Hantuchová  | 3e tour (1/16)                                   | Amélie Mauresmo                                         | 2e tour (1/32)  | Samantha Reeves | 3e tour (1/16) | Elena Likhovtseva |
| 2004  | 1/2 finale       | Justine Henin       | 4e tour (1/8)                                    | Venus Williams                                          | 1er tour (1/64) | Anne Kremer     | 3e tour (1/16) | Vera Zvonareva    |
| 2005  | 2e tour (1/32)   | Anna-Lena Grönefeld | 2e tour (1/32)                                   | Venus Williams                                          | -               | -               | 2e tour (1/32) | Kim Clijsters     |

À droite du résultat, l’ultime adversaire.

### En double dames
| Année | Open d'Australie | Open d'Australie | Internationaux de France      | Internationaux de France   | Wimbledon | Wimbledon | US Open | US Open |
| 2004  | -                | -                | 1er tour (1/32) E. Daniilídou | Marion Bartoli Émilie Loit | -         | -         | -       | -       |

sous le résultat, la partenaire ; à droite, l’ultime équipe adverse.

## Parcours aux Jeux olympiques

### En simple dames
| # | Date       | Nom de l'olympiade           | Surface    | Résultat      | Ultime adversaire   | Score          |          |
| - | ---------- | ---------------------------- | ---------- | ------------- | ------------------- | -------------- | -------- |
| 1 | 19/09/2000 | Olympic Tennis Event Sydney  | Dur (ext.) | 3e tour (1/8) | Arantxa Sánchez     | 6-2, 6-0       | Parcours |
| 2 | 15/08/2004 | Olympic Tennis Event Athènes | Dur (ext.) | 3e tour (1/8) | Francesca Schiavone | 6-75, 6-1, 6-3 | Parcours |

### En double dames
| # | Date       | Nom de l'olympiade           | Surface    | Résultat        | Partenaire       | Ultimes adversaires                   | Score          |          |
| - | ---------- | ---------------------------- | ---------- | --------------- | ---------------- | ------------------------------------- | -------------- | -------- |
| 1 | 19/09/2000 | Olympic Tennis Event Sydney  | Dur (ext.) | 1er tour (1/16) | Mariana Mesa     | Benjamas Sangaram Tamarine Tanasugarn | 7-64, 5-7, 6-4 | Parcours |
| 2 | 15/08/2004 | Olympic Tennis Event Athènes | Dur (ext.) | 2e tour (1/8)   | Catalina Castaño | Alicia Molik Rennae Stubbs            | 6-4, 6-2       | Parcours |

## Parcours en Coupe de la Fédération
| #                                                                | Date       | Lieu                | Surface      | Gagnante(s)                      | Perdante(s)                      | Score           |          |
|                                                                  |            |                     |              |                                  |                                  |                 |          |
| 1994 - 1er tour (groupe mondial) - Allemagne - Colombie - 3 : 0  |            |                     |              |                                  |                                  |                 |          |
| 1                                                                | 18/07/1994 | Francfort           | Terre (ext.) | Barbara Rittner Christina Singer | Giana Gutierrez Fabiola Zuluaga  | 6-0, 6-2        | Parcours |
|                                                                  |            |                     |              |                                  |                                  |                 |          |
| 2003 - 1er tour (groupe mondial) - France - Colombie - 5 : 0     |            |                     |              |                                  |                                  |                 |          |
| 2                                                                | 26/04/2003 | Andrézieux-Bouthéon | Terre (int.) | Nathalie Dechy                   | Fabiola Zuluaga                  | 6-1, 6-77, 6-4  | Parcours |
| 2                                                                | 26/04/2003 | Andrézieux-Bouthéon | Terre (int.) | Amélie Mauresmo                  | Fabiola Zuluaga                  | 6-4, 6-4        | Parcours |
|                                                                  |            |                     |              |                                  |                                  |                 |          |
| 2003 - Barrage (groupe mondial I) - Australie - Colombie - 3 : 2 |            |                     |              |                                  |                                  |                 |          |
| 3                                                                | 19/07/2003 | Wollongong          | Dur (int.)   | Fabiola Zuluaga                  | Samantha Stosur                  | 4-6, 6-1, 6-4   | Parcours |
| 3                                                                | 19/07/2003 | Wollongong          | Dur (int.)   | Fabiola Zuluaga                  | Alicia Molik                     | 6-2, 6-74, 10-8 | Parcours |
| 3                                                                | 19/07/2003 | Wollongong          | Dur (int.)   | Alicia Molik Rennae Stubbs       | Catalina Castaño Fabiola Zuluaga | 7-65, 6-2       | Parcours |

## Classements WTA en fin de saison

### En simple
| Année | 1994 | 1995 | 1996 | 1997 | 1998 | 1999 | 2000 | 2001 | 2002 | 2003 | 2004 | 2005 |
| Rang  | 398  | 292  | 138  | 208  | 95   | 48   | 42   | 277  | 74   | 38   | 23   | 84   |

source : (en) « Classements de Fabiola Zuluaga », sur le site officiel du WTA Tour

### En double
| Année | 1996 | 1997 | 1998 | 1999 | 2000 | 2001 | 2002 | 2003 | 2004 |
| Rang  | 351  | 356  | 146  | 386  | 231  | -    | 204  | 188  | 187  |

source : (en) « Classements de Fabiola Zuluaga », sur le site officiel du WTA Tour